# Harry Kemelman
Harry Kemelman, född 1908, död 1996, var en amerikansk författare. Han är främst känd för sina deckare med rabbinen David Small som problemlösare. Rabbi Small är tankspridd och taktlös men samtidigt skarpsinnig. När rabbinen vill bevisa att ett förmodat självmord egentligen är ett mord är det för att avgöra var kroppen skall begravas. I böckerna förmedlas en hel del om judiska traditioner.

## Böcker översatta till svenska
- På fredag sov han över, 1966 (Friday the Rabbi Slept Late, 1964)
- På lördag blev han hungrig, 1967 (Saturday the Rabbi Went Hungry, 1966)
- På söndag stannade han hemma, 1970 (Sunday, the Rabbi Stayed Home, 1969)
- En nio-miles vandring, 1994 (The Nine Mile Walk, 1947)